# 薩圖馬雷
薩圖馬雷（羅馬尼亞語：Satu Mare、發音/'sa.tu 'ma.re/，意第緒語：‎）是位於羅馬尼亞特蘭西瓦尼亞地區的一個城市。是薩圖馬雷縣的首府所在地。距匈牙利和烏克蘭國境頗近。

## 人口
- 羅馬尼亞人:   (57.87%)
- 匈牙利人:  (39.34%)
- 德國人:  (1.18%)
- 茨岡人:    (0.96%)